# Sindaci di Avezzano
Di seguito l'elenco cronologico dei sindaci di Avezzano e delle altre figure apicali equivalenti che si sono succedute nel corso della storia.

## Regno di Napoli (1786-1816)
| Biagio Orlandi   | 1786             | 1786             |
| omissis          |                  |                  |
| Felice Mattei    | 1800             | 1800             |
| omissis          |                  |                  |
| Luigi Spina      | 1806             | 4 settembre 1807 |
| Gaspare Orlandi  | 5 settembre 1807 | 11 gennaio 1809  |
| Maurizio Orlandi | 12 gennaio 1809  | 25 febbraio 1810 |
| Ascanio Aloisi   | 26 febbraio 1810 | 12 luglio 1810   |
| Serafino Mattei  | 13 luglio 1810   | 16 gennaio 1815  |
| Maurizio Orlandi | 17 gennaio 1815  | 15 ottobre 1816  |

## Regno delle Due Sicilie (1816-1861)
| Gioacchino Colacicchi                            | 16 ottobre 1816  | 1º febbraio 1820 |
| Bartolomeo Aloisi                                | 2 febbraio 1820  | 23 novembre 1821 |
| Aureliano Mattei                                 | 24 novembre 1821 | 29 marzo 1823    |
| Loreto Orlandi                                   | 30 marzo 1823    | 22 febbraio 1825 |
| Angelo Di Virgilio                               | 23 febbraio 1825 | 10 maggio 1828   |
| Aurelio Mattei                                   | 11 maggio 1828   | 5 gennaio 1830   |
| Loreto Orlandi                                   | 6 gennaio 1830   | 27 marzo 1831    |
| Bartolomeo Aloisi                                | 28 marzo 1831    | 2 gennaio 1833   |
| Agostino Iatosti                                 | 3 gennaio 1833   | 12 aprile 1836   |
| Francesco Porcari                                | 13 aprile 1836   | 23 marzo 1839    |
| Vincenzo Iatosti                                 | 24 marzo 1839    | 29 marzo 1845    |
| Berardino Iatosti                                | 30 marzo 1845    | 13 aprile 1848   |
| Ladislao Mattei                                  | 14 aprile 1848   | 15 luglio 1851   |
| Agostino Iatosti                                 | 16 luglio 1851   | 16 agosto 1854   |
| Vincenzo De Clemente                             | 17 agosto 1854   | 10 ottobre 1858  |
| Nicolaj Iatosti                                  | 11 ottobre 1858  | 5 agosto 1860    |
| Emanuele Lolli                                   | 6 agosto 1860    | 11 gennaio 1861  |
| Vincenzo Cerri (Secondo eletto facente funzioni) | 12 gennaio 1861  | 26 febbraio 1861 |
| Giandomenico Cerri (Decurione facente funzioni)  | 27 febbraio 1861 | 8 marzo 1861     |
| Antonio Iatosti (Decurione facente funzioni)     | 9 marzo 1861     | 30 marzo 1861    |

## Regno d'Italia (1861-1946)
| Sindaci nominati dal governo (1861-1889)                                                           | Sindaci nominati dal governo (1861-1889) | Sindaci nominati dal governo (1861-1889)                               | Sindaci nominati dal governo (1861-1889) | Sindaci nominati dal governo (1861-1889) |
| Nominativo                                                                                         | Partito                                  | Partito                                                                | Mandato                                  | Mandato                                  |
| Nominativo                                                                                         | Partito                                  | Partito                                                                | Inizio                                   | Fine                                     |
| -------------------------------------------------------------------------------------------------- | ---------------------------------------- | ---------------------------------------------------------------------- | ---------------------------------------- | ---------------------------------------- |
| Paris Mattei                                                                                       |                                          | Destra storica                                                         | 31 marzo 1861                            | 9 giugno 1864                            |
| Enrico Mattei                                                                                      |                                          | Destra storica                                                         | 10 giugno 1864                           | 9 marzo 1867                             |
| Nicolaj Iatosti                                                                                    |                                          | Destra storica                                                         | 10 marzo 1867                            | 14 aprile 1869                           |
| Enrico Mattei                                                                                      |                                          | Destra storica                                                         | 15 aprile 1869                           | 26 giugno 1876                           |
| Orazio Mattei                                                                                      |                                          | Sinistra storica                                                       | 27 giugno 1876                           | 19 giugno 1878                           |
| Emanuele Lolli                                                                                     |                                          | Sinistra storica                                                       | 20 giugno 1878                           | 2 maggio 1885                            |
| Bartolomeo Giffi                                                                                   |                                          | Sinistra storica                                                       | 3 maggio 1885                            | 29 ottobre 1887                          |
| Ferdinando Ruggieri                                                                                |                                          | Sinistra storica                                                       | 30 ottobre 1887                          | 1889                                     |
| Sindaci nominati dal Consiglio comunale (1889-1926)                                                |                                          |                                                                        |                                          |                                          |
| Nominativo                                                                                         | Partito                                  | Partito                                                                | Mandato                                  | Mandato                                  |
| Nominativo                                                                                         | Partito                                  | Partito                                                                | Inizio                                   | Fine                                     |
| Ferdinando Ruggieri                                                                                |                                          | Sinistra storica                                                       | 1889                                     | 14 marzo 1891                            |
| Giovanni Cerri                                                                                     |                                          | Sinistra storica                                                       | 15 marzo 1891                            | 12 settembre 1893                        |
| Emanuele Lolli                                                                                     |                                          | Sinistra storica                                                       | 13 settembre 1893                        | 2 agosto 1895                            |
| Bartolomeo Giffi                                                                                   |                                          | Sinistra storica                                                       | 3 agosto 1895                            | 16 settembre 1898                        |
| Francesco Mattei                                                                                   |                                          | Sinistra storica                                                       | 17 settembre 1898                        | 18 agosto 1899                           |
| Geremia Saturnini                                                                                  |                                          | Blocco popolare                                                        | 19 agosto 1899                           | 16 gennaio 1904                          |
| Francesco Amorosi                                                                                  | ?                                        | ?                                                                      | 5 agosto 1905                            | 28 settembre 1909                        |
| Nicola Gallese                                                                                     | ?                                        | ?                                                                      | 26 novembre 1910                         | 23 marzo 1914                            |
| Giovanni Cerri                                                                                     |                                          | Partito Socialista Italiano                                            | 16 luglio 1914                           | 27 luglio 1914                           |
| Giuseppe Saloni (Assessore anziano facente funzioni)                                               |                                          | Partito Socialista Italiano                                            | 28 luglio 1914                           | 3 ottobre 1914                           |
| Bartolomeo Giffi                                                                                   | ?                                        | ?                                                                      | 4 ottobre 1914                           | 13 gennaio 1915                          |
| Secondo Dezza (Regio commissario)                                                                  | –                                        | –                                                                      | 14 gennaio 1915                          | 5 febbraio 1915                          |
| Italo Pio (Delegato civico)                                                                        | –                                        | –                                                                      | 6 febbraio 1915                          | 19 luglio 1918                           |
| Francesco Benigni (Delegato civico)                                                                | –                                        | –                                                                      | 20 luglio 1918                           | 25 ottobre 1920                          |
| Ercole Nardelli                                                                                    |                                          | Partito Liberale (1920-1922) poi Partito Liberale Italiano (1922-1924) | 26 ottobre 1920                          | 6 febbraio 1924                          |
| Umberto Ferretti Angelo De Feo Luigi Fortunato Dante Casciani Mario Alonzo (Commissari prefettizi) | –                                        | –                                                                      | 7 febbraio 1924                          | 23 ottobre 1924                          |
| Ignazio Mirabile (Commissario prefettizio)                                                         | –                                        | –                                                                      | 24 ottobre 1924                          | 19 febbraio 1925                         |
| Raffaele Flamingo (Commissario prefettizio)                                                        | –                                        | –                                                                      | 20 febbraio 1925                         | 27 giugno 1926                           |
| Podestà nominati dal governo (1926-1944)                                                           |                                          |                                                                        |                                          |                                          |
| Nominativo                                                                                         | Partito                                  | Partito                                                                | Mandato                                  | Mandato                                  |
| Nominativo                                                                                         | Partito                                  | Partito                                                                | Inizio                                   | Fine                                     |
| Palmo Antonacci (Commissario prefettizio)                                                          | –                                        | –                                                                      | 28 giugno 1926                           | 1º marzo 1927                            |
| Mario Alonzo (Commissario prefettizio)                                                             | –                                        | –                                                                      | 2 marzo 1927                             | 24 giugno 1927                           |
| Orazio Cambise                                                                                     |                                          | Partito Nazionale Fascista                                             | 25 giugno 1927                           | 15 novembre 1930                         |
| Paolo Paolini (Commissario prefettizio)                                                            | –                                        | –                                                                      | 16 novembre 1930                         | 16 gennaio 1931                          |
| Piero Gazzotti (Commissario prefettizio)                                                           | –                                        | –                                                                      | 17 gennaio 1931                          | 1º maggio 1931                           |
| Nino Paolini (Commissario prefettizio)                                                             | –                                        | –                                                                      | 2 maggio 1931                            | 15 maggio 1931                           |
| Nino Paolini                                                                                       |                                          | Partito Nazionale Fascista                                             | 16 maggio 1931                           | 30 giugno 1933                           |
| Giovanni D'Alessandro (Commissario prefettizio)                                                    | –                                        | –                                                                      | 1º luglio 1933                           | 10 agosto 1933                           |
| Berardo Palombieri (Commissario prefettizio)                                                       | –                                        | –                                                                      | 11 agosto 1933                           | 23 settembre 1934                        |
| Silvio Bonanni (Commissario prefettizio)                                                           | –                                        | –                                                                      | 24 settembre 1934                        | 23 gennaio 1935                          |
| Silvio Bonanni                                                                                     |                                          | Partito Nazionale Fascista                                             | 24 gennaio 1935                          | 18 febbraio 1937                         |
| Giuseppe Lo Piano (Commissario prefettizio)                                                        | –                                        | –                                                                      | 19 febbraio 1937                         | 5 marzo 1937                             |
| Silvio Bonanni                                                                                     |                                          | Partito Nazionale Fascista                                             | 6 marzo 1937                             | 8 novembre 1938                          |
| Ernesto Casalini (Commissario prefettizio)                                                         | –                                        | –                                                                      | 9 novembre 1938                          | 17 gennaio 1939                          |
| Maurizio Amiconi                                                                                   |                                          | Partito Nazionale Fascista                                             | 18 gennaio 1939                          | 25 novembre 1940                         |
| Aurelio Irti                                                                                       |                                          | Partito Nazionale Fascista                                             | 26 novembre 1940                         | 8 settembre 1943                         |
| Rolando Spina (Commissario prefettizio)                                                            | –                                        | –                                                                      | 9 settembre 1943                         | 15 settembre 1943                        |
| Ermanno Colucci (Commissario prefettizio)                                                          | –                                        | –                                                                      | 16 settembre 1943                        | 28 febbraio 1944                         |
| Giuseppe Boccaletti (Commissario prefettizio)                                                      | –                                        | –                                                                      | 29 febbraio 1944                         | 10 maggio 1944                           |
| Attilio Parca (Commissario prefettizio)                                                            | –                                        | –                                                                      | 11 maggio 1944                           | 22 giugno 1944                           |
| Sindaci del periodo costituzionale transitorio (1944-1946)                                         |                                          |                                                                        |                                          |                                          |
| Nominativo                                                                                         | Partito                                  | Partito                                                                | Mandato                                  | Mandato                                  |
| Nominativo                                                                                         | Partito                                  | Partito                                                                | Inizio                                   | Fine                                     |
| Rolando Spina                                                                                      |                                          | Partito Liberale Italiano                                              | 23 giugno 1944                           | 7 maggio 1945                            |
| Ambrogio Gallo (Commissario prefettizio)                                                           | –                                        | –                                                                      | 8 maggio 1945                            | 28 settembre 1945                        |
| Gaetano Altorio (Commissario prefettizio)                                                          | –                                        | –                                                                      | 25 settembre 1945                        | 26 novembre 1945                         |
| Gaetano Altorio                                                                                    |                                          | Partito Repubblicano Italiano                                          | 27 novembre 1945                         | 24 marzo 1946                            |

## Repubblica Italiana (dal 1946)
| Sindaci eletti dal Consiglio comunale (1946-1993)     | Sindaci eletti dal Consiglio comunale (1946-1993) | Sindaci eletti dal Consiglio comunale (1946-1993)                                                       | Sindaci eletti dal Consiglio comunale (1946-1993) | Sindaci eletti dal Consiglio comunale (1946-1993) | Sindaci eletti dal Consiglio comunale (1946-1993) | Sindaci eletti dal Consiglio comunale (1946-1993) | Sindaci eletti dal Consiglio comunale (1946-1993) | Sindaci eletti dal Consiglio comunale (1946-1993) |
| Nominativo                                            | Partito                                           | Partito                                                                                                 | Giunta                                            | Giunta                                            | Mandato                                           | Mandato                                           | Elezione                                          |                                                   |
| Nominativo                                            | Partito                                           | Partito                                                                                                 | Giunta                                            | Giunta                                            | Inizio                                            | Fine                                              | Elezione                                          |                                                   |
| ----------------------------------------------------- | ------------------------------------------------- | --- | ------------------------------------------------- | ------------------------------------------------- | ------------------------------------------------- | ------------------------------------------------- | ------------------------------------------------- | ------------------------------------------------- |
| Antonio Iatosti                                       |                                                   | Partito Socialista Italiano di Unità Proletaria (1946-1947) poi Partito Socialista Italiano (1947-1951) |                                                   | Sinistra Il Sole Nascente (PCI-PSIUP/PSI-PdA)     | 26 aprile 1946                                    | 9 aprile 1951                                     | Elezione 1946                                     |                                                   |
| Armando Malarbi (Commissario prefettizio)             | –                                                 | – | –                                                 | –                                                 | 10 aprile 1951                                    | 30 giugno 1951                                    |                                                   |                                                   |
| Angelo Donato Tirabassi                               |                                                   | Democrazia Cristiana                                                                                    |                                                   | DC                                                | 1º luglio 1951                                    | 3 luglio 1956                                     | Elezione 1951                                     |                                                   |
| Angelo Donato Tirabassi                               |                                                   | Democrazia Cristiana                                                                                    | DC                                                | 4 luglio 1956                                     | 23 febbraio 1958                                  | Elezione 1956                                     |                                                   |                                                   |
| Armando Malarbi (Commissario prefettizio)             | –                                                 | – | –                                                 | –                                                 | 24 febbraio 1958                                  | 6 agosto 1958                                     | –                                                 |                                                   |
| Alberto Gualtieri (Commissario prefettizio)           | –                                                 | – | –                                                 | –                                                 | 7 agosto 1958                                     | 16 ottobre 1958                                   | –                                                 |                                                   |
| Gaetano Fusco (Commissario prefettizio)               | –                                                 | – | –                                                 | –                                                 | 17 ottobre 1958                                   | 13 luglio 1959                                    | –                                                 |                                                   |
| Alcide Lucci                                          |                                                   | Democrazia Cristiana                                                                                    |                                                   | DC                                                | 14 luglio 1959                                    | 13 dicembre 1963                                  | Elezione 1959                                     |                                                   |
| Alfredo Santucci                                      |                                                   | Democrazia Cristiana                                                                                    |                                                   | DC-PSDI-PSI                                       | 14 dicembre 1963                                  | 9 febbraio 1968                                   | Elezione 1963                                     |                                                   |
| Alberico Ciofani                                      |                                                   | Democrazia Cristiana                                                                                    |                                                   | DC-PSDI                                           | 10 febbraio 1968                                  | 6 agosto 1970                                     | Elezione 1968                                     |                                                   |
| Alberto Gualtieri (Commissario prefettizio)           | –                                                 | – | –                                                 | –                                                 | 7 agosto 1970                                     | 3 agosto 1971                                     | –                                                 |                                                   |
| Claudio Lucci                                         |                                                   | Democrazia Cristiana                                                                                    |                                                   | DC                                                | 4 agosto 1971                                     | 9 luglio 1972                                     | Elezione 1971                                     |                                                   |
| Sergio Cataldi                                        |                                                   | Democrazia Cristiana                                                                                    |                                                   | DC-PRI-PSDI-PSI                                   | 10 luglio 1972                                    | 22 agosto 1976                                    | Elezione 1971                                     |                                                   |
| Daniele Sansone                                       |                                                   | Democrazia Cristiana                                                                                    |                                                   | DC-PRI-PSDI                                       | 23 agosto 1976                                    | 31 luglio 1981                                    | Elezione 1976                                     |                                                   |
| Amelio Santucci                                       |                                                   | Democrazia Cristiana                                                                                    |                                                   | DC-PSDI-PSI                                       | 1º agosto 1981                                    | 19 dicembre 1982                                  | Elezione 1981                                     |                                                   |
| Sergio Cataldi                                        |                                                   | Democrazia Cristiana                                                                                    |                                                   | DC-PSI                                            | 20 dicembre 1982                                  | 22 luglio 1985                                    | Elezione 1981                                     |                                                   |
| Sergio Cataldi                                        |                                                   | Democrazia Cristiana                                                                                    | DC-PRI-PSI                                        | 23 luglio 1985                                    | 5 maggio 1987                                     | Elezione 1985                                     |                                                   |                                                   |
| Francesco Panico (Assessore anziano facente funzioni) |                                                   | Democrazia Cristiana                                                                                    | DC-PRI-PSI                                        | 6 maggio 1987                                     | 4 agosto 1987                                     | Elezione 1985                                     |                                                   |                                                   |
| Eleuterio Simonelli                                   |                                                   | Democrazia Cristiana                                                                                    |                                                   | DC-PRI-PSI                                        | 5 agosto 1987                                     | 2 agosto 1990                                     | Elezione 1987                                     |                                                   |
| Eleuterio Simonelli                                   |                                                   | Democrazia Cristiana                                                                                    | DC-PSI                                            | 3 agosto 1990                                     | 24 luglio 1992                                    | Elezione 1990                                     |                                                   |                                                   |
| Luigi Michetti (Assessore anziano facente funzioni)   |                                                   | Partito Socialista Italiano                                                                             | DC-PSI                                            | 25 luglio 1992                                    | 2 ottobre 1992                                    | Elezione 1990                                     |                                                   |                                                   |
| Franco Buttari                                        |                                                   | Democrazia Cristiana                                                                                    |                                                   | DC-PRI-PSI                                        | 3 ottobre 1992                                    | Elezione 1990                                     | 26 maggio 1993                                    |                                                   |
| Alessandro Colagrande (Commissario prefettizio)       | –                                                 | – | –                                                 | –                                                 | 27 maggio 1993                                    | 6 dicembre 1993                                   | –                                                 |                                                   |
| Sindaci eletti direttamente dai cittadini (dal 1993)  |                                                   | |                                                   |                                                   |                                                   |                                                   |                                                   |                                                   |
| Nominativo                                            | Partito                                           | Partito                                                                                                 | Coalizione                                        | Coalizione                                        | Mandato                                           | Mandato                                           | Elezione                                          |                                                   |
| Nominativo                                            | Partito                                           | Partito                                                                                                 | Coalizione                                        | Coalizione                                        | Inizio                                            | Fine                                              | Elezione                                          |                                                   |
| Mario Spallone                                        |                                                   | Partito Democratico della Sinistra (1993-1997)                                                          |                                                   | PDS-L. civiche                                    | 7 dicembre 1993                                   | 16 novembre 1997                                  | Elezione 1993                                     |                                                   |
| Mario Spallone                                        |                                                   | Partito Democratico della Sinistra (1993-1997)                                                          | PDS/DS-L. civiche                                 | 17 novembre 1997                                  | 27 maggio 2002                                    | Elezione 1997                                     |                                                   |                                                   |
| Mario Spallone                                        | Democratici di Sinistra (1997-2002)               | | PDS/DS-L. civiche                                 | 17 novembre 1997                                  | 27 maggio 2002                                    | Elezione 1997                                     |                                                   |                                                   |
| Antonio Floris                                        |                                                   | Forza Italia (2002-2007)                                                                                |                                                   | FI-AN-UdC-L. civiche                              | 28 maggio 2002                                    | 28 maggio 2007                                    | Elezione 2002                                     |                                                   |
| Antonio Floris                                        |                                                   | Forza Italia (2002-2007)                                                                                | FI/PdL-AN-UdC-L. civiche                          | 29 maggio 2007                                    | 25 maggio 2012                                    | Elezione 2007                                     |                                                   |                                                   |
| Antonio Floris                                        | Il Popolo della Libertà (2007-2012)               | | FI/PdL-AN-UdC-L. civiche                          | 29 maggio 2007                                    | 25 maggio 2012                                    | Elezione 2007                                     |                                                   |                                                   |
| Giovanni Di Pangrazio                                 |                                                   | Partito Democratico                                                                                     |                                                   | PD-IdV-UdC-FLI-ApI-L. civiche                     | 26 maggio 2012                                    | 24 giugno 2017                                    | Elezione 2012                                     |                                                   |
| Gabriele De Angelis                                   |                                                   | Forza Italia                                                                                            |                                                   | L. civiche                                        | 25 giugno 2017                                    | 10 giugno 2019                                    | Elezione 2017                                     |                                                   |
| Mauro Passerotti (Commissario prefettizio)            | –                                                 | – | –                                                 | –                                                 | 11 giugno 2019                                    | 8 ottobre 2020                                    | –                                                 |                                                   |
| Giovanni Di Pangrazio                                 |                                                   | Indipendente                                                                                            |                                                   | L. civiche                                        | 9 ottobre 2020                                    | 7 luglio 2021                                     | Elezione 2020                                     |                                                   |
| Domenico Di Berardino (Vicesindaco facente funzioni)  |                                                   | Lista civica di centro Avezzano al centro                                                               | 8 luglio 2021                                     | L. civiche                                        | 27 ottobre 2022                                   |                                                   | Elezione 2020                                     |                                                   |
| Giovanni Di Pangrazio                                 |                                                   | Indipendente                                                                                            | 28 ottobre 2022                                   | L. civiche                                        | in carica                                         |                                                   | Elezione 2020                                     |                                                   |